# Abd al-Wahhab Bohra
Abd-al-Wahhab Bohra (? - Delhi, 26 de novembre de 1675) fou jutge (cadi) que va arribar a jutge suprem en el regnat de l'emperador mogol Aurangzeb. Era nadiu de Patan, a Gujarat, i membre del grup dels bohra, mercaders que havien estat xiïtes des del segle xi i havien esdevingut sunnites a la segona meitat del segle xv. Era net del teòleg Sayyed Muhammad Taher Bohra, perseguidor dels oposats a l'ortodòxia.
Fou reputat com a mestre de teologia i llei religiosa. Sota Xa Jahan fou cadi a Patan. Durant el govern d'Aurangzeb a Gujarat (1645-1646) van aconseguir la destrucció de la secta mahdavita dirigida per Sayyed Radju a Ahmadabad. Durant el segon govern d'Aurangzeb al Dècan (1652-1658) el va acompanyar. Quan Aurangzeb va planejar la seva primera coronació després de la victòria inicial sobre els seus germans (estiu del 1658), el qazi suprem es va negar a llegir la khutba (oració) en nom del fill, mentre el seu pare seguia viu i Abd-al-Wahhab, que era muftí a l'exèrcit, va dictaminar que la pretensió d'Aurangzeb era perfectament legal, ja que Xa Jahan estava incapacitat per la tasca de governar, tan físicament com psíquica. Per aquest servei fou nomenat cadi suprem (1659) càrrec que va conservar fins a la mort el 1675. Va influir en l'emperador i fou força corrupte arribant a fer una gran fortuna. Es va posar malalt a Lahore el juliol del 1675 i se'n va anar a Delhi on va morir aquell 26 de novembre.